# Tom Rolander
Tom Rolander és un enginyer estatunidenc, desenvolupador del sistema operatiu de disc MP/M.